# Dainius Gleveckas
Dainius Gleveckas (født 5. marts 1977 i Panevėžys, Sovjetunionen) er en litauisk tidligere fodboldspiller (midterforsvarer). 
Gleveckas spillede gennem sin karriere for Ekranas i hjemlandet, og tilbragte desuden i årrække i Ukraine hos henholdsvis Shakhtar Donetsk og Illichivets.
For Litauens landshold spillede Gleveckas desuden 34 kampe i perioden 1997-2003.